# Xylopia parviflora
Xylopia parviflora là loài thực vật có hoa thuộc họ Na. Loài này được Spruce miêu tả khoa học đầu tiên năm 1861.